# Pleitos foreros y pleitos del rey
Pleitos foreros y pleitos del rey son denominaciones jurídicas que responden a una división de los pleitos en dos tipos que se aplicó en la Corona de Castilla en la Baja Edad Media y el Antiguo Régimen. Tales diferencias se fijaron en las Cortes de Zamora de 1274, durante el reinado de Alfonso X el Sabio. Los pleitos del rey, desde el siglo XV suelen denominarse casos de corte.
Responden a un conflicto de intereses entre el rey y los magnates de Castilla, como reacción antialfonsina al intentar el rey unificar el derecho. Casi se había llegado a la guerra civil en 1272, y la fijación de dos tipos de pleitos aparece como una transacción entre las dos fuerzas: la alta nobleza, partidaria de mantener el régimen señorial y sus privilegios forales; y un rey que intenta aumentar el poder de la monarquía feudal para convertirla en lo que, siglos más tarde, suele definirse como monarquía autoritaria (más tarde aún, la denominada monarquía absoluta).

## Cortes de Zamora
Dichas cortes, durante el reinado de Alfonso X(1252-1284) "el sabio", se reunieron para solucionar el conflicto de gran crudeza entre los intereses unificadores del rey y los intereses conservadores de los magnates castellanos. Es por eso que se fijó en aquella reunion que en adelante existirían dos tipos de pleitos: los pleitos foreros y los pleitos del rey.

## Pleitos foreros
Fueron los más numerosos, pues este tipo de pleitos se daban para solucionar los conflictos más comunes, en estos pleitos de "menor importancia" se permitía la utilización del derecho local o municipal, contentando de este modo a los defensores de sus instituciones y tradiciones regionales. De esta forma se aplicaba el Fuero municipal respectivo, produciéndose una dualidad del derecho en Castilla dependiendo del origen del pleito.

## Pleitos del rey o pleitos de la Corte
Las cosas que fueron siempre usadas de librar por corte del rey: muerte segura, mujer forzada, tregua quebrantada, salvo quebrantado, casa quemada, camino quebrantado, traición, aleve y riepto.

Son aquellos que se referían a un número muy reducido de supuestos de capìtal importancia tales como violaciones, incendio de propiedades, alta traición... Por lo que en dichos pleitos, como es lógico suponer se aplicaría el Fuero Real. Tales pleitos fueron los siguientes:
- Delitos contra personas

- Delitos contra la honestidad

- Incendio

- Delitos de traición

- Delitos contra el rey

- El duelo

- Delitos contra la seguridad exterior del reino

- Delitos contra la seguridad interior del reino

- Delitos que comprometen la paz

Los pleitos del rey se convirtieron por su aplicación en una vía para afirmar la supremacía real. Las Partidas incluyeron nuevos casos no específicamente criminales (casos de viudas, huérfanos y pobres), con lo que se extendieron a un gran número de litigios. A finales del siglo XV eran ya 21 casos los llamados casos de corte, a través sobre todo de la ampliación del concepto de aleve. A partir de entonces la división adquiere el nuevo carácter de criterio delimitador de competencias entre las distintas instituciones de la misma justicia real: Audiencias y Chancillerías conocen en primera instancia los casos de corte civiles y criminales, quedando inhibidas las justicias ordinarias locales.
Los casos de corte fueron suprimidos con la crisis final del Antiguo Régimen, en 1835 (Reglamento Provisional para la Administración de Justicia), momento a partir del cual los jueces letrados de primera instancia serán los únicos competentes en su jurisdicción.

## Aplicación
Dependiendo de la materia, en Castilla se aplicaba un derecho u otro, situación que continuará dándose establemente hasta el año 1348 al no solucionarse la situación. Los juristas que tenían que aplicar el derecho cuando les toca aplicar el derecho de los fueros no lo conocen y entonces aplican el derecho común.
En la práctica era difícil que un pleito llegara a la Corte (o las Audiencias, Chancillerías o Sala de Alcaldes cuando estas instituciones se formaron) para ser juzgado por la justicia del rey, de modo que se consentía el acuerdo de las partes para someterse a la justicia municipal según el fuero.